# Halk Bankası Spor Kulübü 2018-2019 (pallavolo maschile)
Questa voce raccoglie le informazioni riguardanti l'Halk Bankası Spor Kulübü nelle competizioni ufficiali della stagione 2018-2019.

## Organigramma societario
Area direttiva
- Presidente: Osman Arslan

Area tecnica
- Allenatore: Alberto Giuliani
- Secondo allenatore: Taner Atik
- Scoutman: Burak Dirier

## Rosa
| N° | Nome               | Ruolo | Data di nascita  | Nazionalità sportiva |
| -- | ------------------ | ----- | ---------------- | -------------------- |
| 1  | Michele Baranowicz | P     | 5 agosto 1989    | Italia               |
| 2  | Furkan Aydın       | C     | 15 gennaio 1997  | Turchia              |
| 3  | Dražen Luburić     | O     | 2 novembre 1993  | Serbia               |
| 4  | Alperay Demirciler | L     | 1º febbraio 1993 | Turchia              |
| 5  | Hasan Yeşilbudak   | L     | 11 gennaio 1984  | Turchia              |
| 6  | Abdullah Çam       | S     | 30 marzo 1997    | Turchia              |
| 7  | Vefa Yılmaz        | P     | 24 aprile 1982   | Turchia              |
| 8  | Burutay Subaşı     | S     | 15 luglio 1990   | Turchia              |
| 9  | Hakkı Çapkınoğlu   | C     | 20 luglio 1990   | Turchia              |
| 10 | Arslan Ekşi        | P     | 17 luglio 1985   | Turchia              |
| 11 | Yiğit Yıldız       | C     | 21 luglio 1999   | Turchia              |
| 12 | Kemal Kayhan       | C     | 2 gennaio 1983   | Turchia              |
| 14 | Faik Güneş         | C     | 27 maggio 1993   | Turchia              |
| 15 | Alen Šket          | S     | 28 marzo 1988    | Slovenia             |
| 16 | Guillaume Quesque  | S     | 29 aprile 1989   | Francia              |
| 17 | Rıfat Kantarcıoğlu | O     | 19 febbraio 1997 | Turchia              |
| 20 | Efe Bayram         | S     | 1º marzo 2002    | Turchia              |

## Statistiche

### Statistiche di squadra
| Competizione     | Punti | In casa | In casa | In casa | In trasferta | In trasferta | In trasferta | Totale | Totale | Totale |
| Competizione     | Punti | G       | V       | P       | G            | V            | P            | G      | V      | P      |
| ---------------- | ----- | ------- | ------- | ------- | ------------ | ------------ | ------------ | ------ | ------ | ------ |
| Efeler Ligi      | 56,4  | 14      | 11      | 3       | 14           | 10           | 4            | 28     | 21     | 7      |
| Coppa di Turchia | -     | 0       | 0       | 0       | 0            | 0            | 0            | 2      | 1      | 1      |
| Supercoppa turca | -     | -       | -       | -       | -            | -            | -            | 1      | 1      | 0      |
| Champions League | 8     | 3       | 2       | 1       | 3            | 1            | 2            | 6      | 3      | 3      |
| Totale           | -     | 17      | 3       | 4       | 17           | 11           | 6            | 37     | 26     | 11     |

G = partite giocate; V = partite vinte; P = partite perse

### Statistiche dei giocatori
| Giocatore       | Campionato | Campionato | Campionato | Campionato | Campionato | Coppa di Turchia | Coppa di Turchia | Coppa di Turchia | Coppa di Turchia | Coppa di Turchia | Supercoppa turca | Supercoppa turca | Supercoppa turca | Supercoppa turca | Supercoppa turca | Champions League | Champions League | Champions League | Champions League | Champions League | Totale | Totale | Totale | Totale | Totale |
| Giocatore       | P          | PT         | AV         | MV         | BV         | P                | PT               | AV               | MV               | BV               | P                | PT               | AV               | MV               | BV               | P                | PT               | AV               | MV               | BV               | P      | PT     | AV     | MV     | BV     |
| --------------- | ---------- | ---------- | ---------- | ---------- | ---------- | ---------------- | ---------------- | ---------------- | ---------------- | ---------------- | ---------------- | ---------------- | ---------------- | ---------------- | ---------------- | ---------------- | ---------------- | ---------------- | ---------------- | ---------------- | ------ | ------ | ------ | ------ | ------ |
| F. Aydın        | 12         | 36         | 21         | 11         | 4          | 0                | 0                | 0                | 0                | 0                | 0                | 0                | 0                | 0                | 0                | 5                | 21               | 9                | 9                | 3                | 17     | 57     | 30     | 20     | 7      |
| M. Baranowicz   | 27         | 40         | 16         | 15         | 9          | 2                | 4                | 1                | 2                | 1                | 1                | 1                | 0                | 1                | 0                | 6                | 15               | 5                | 6                | 4                | 36     | 60     | 22     | 24     | 14     |
| E. Bayram       | 20         | 130        | 111        | 9          | 10         | 0                | 0                | 0                | 0                | 0                | 1                | 3                | 3                | 0                | 0                | 4                | 11               | 10               | 1                | 0                | 25     | 144    | 124    | 10     | 10     |
| A. Çam          | 14         | 12         | 8          | 4          | 0          | 0                | 0                | 0                | 0                | 0                | 1                | 1                | 0                | 1                | 0                | 3                | 1                | 1                | 0                | 0                | 18     | 14     | 9      | 5      | 0      |
| H. Çapkınoğlu   | 19         | 115        | 77         | 26         | 12         | 2                | 16               | 11               | 3                | 2                | 1                | 9                | 5                | 2                | 2                | 3                | 14               | 9                | 4                | 1                | 25     | 154    | 102    | 35     | 17     |
| A. Demirciler   | 26         | 0          | 0          | 0          | 0          | 2                | 0                | 0                | 0                | 0                | 1                | 0                | 0                | 0                | 0                | 5                | 0                | 0                | 0                | 0                | 34     | 0      | 0      | 0      | 0      |
| A. Ekşi         | 13         | 12         | 4          | 5          | 3          | 2                | 0                | 0                | 0                | 0                | -                | -                | -                | -                | -                | 6                | 0                | 0                | 0                | 0                | 21     | 12     | 4      | 5      | 3      |
| F. Güneş        | 19         | 131        | 78         | 41         | 12         | -                | -                | -                | -                | -                | 1                | 7                | 4                | 3                | 0                | 6                | 42               | 24               | 14               | 4                | 26     | 180    | 106    | 58     | 16     |
| R. Kantarcıoğlu | 6          | 6          | 4          | 2          | 0          | 2                | 0                | 0                | 0                | 0                | -                | -                | -                | -                | -                | 0                | 0                | 0                | 0                | 0                | 8      | 6      | 4      | 2      | 0      |
| K. Kayhan       | 16         | 97         | 54         | 33         | 10         | 2                | 14               | 8                | 6                | 0                | -                | -                | -                | -                | -                | -                | -                | -                | -                | -                | 18     | 111    | 62     | 39     | 10     |
| D. Luburić      | 26         | 501        | 425        | 26         | 50         | 2                | 45               | 38               | 3                | 4                | 1                | 18               | 17               | 0                | 1                | 6                | 101              | 86               | 5                | 10               | 35     | 665    | 566    | 34     | 65     |
| G. Quesque      | 19         | 62         | 49         | 8          | 5          | 1                | 0                | 0                | 0                | 0                | 0                | 0                | 0                | 0                | 0                | 5                | 15               | 15               | 0                | 0                | 25     | 77     | 64     | 8      | 5      |
| A. Šket         | 26         | 294        | 241        | 24         | 29         | 2                | 37               | 31               | 2                | 4                | 1                | 13               | 12               | 0                | 1                | 6                | 63               | 49               | 6                | 8                | 35     | 407    | 333    | 32     | 42     |
| B. Subaşı       | 21         | 291        | 228        | 19         | 44         | 2                | 24               | 21               | 2                | 1                | 1                | 19               | 16               | 0                | 3                | 4                | 57               | 52               | 1                | 4                | 28     | 391    | 317    | 22     | 52     |
| H. Yeşilbudak   | 25         | 0          | 0          | 0          | 0          | 2                | 0                | 0                | 0                | 0                | 1                | 0                | 0                | 0                | 0                | 6                | 0                | 0                | 0                | 0                | 34     | 0      | 0      | 0      | 0      |
| Y. Yıldız       | 0          | 0          | 0          | 0          | 0          | -                | -                | -                | -                | -                | 0                | 0                | 0                | 0                | 0                | 0                | 0                | 0                | 0                | 0                | 0      | 0      | 0      | 0      | 0      |
| V. Yılmaz       | 7          | 2          | 2          | 0          | 0          | -                | -                | -                | -                | -                | 1                | 0                | 0                | 0                | 0                | 3                | 0                | 0                | 0                | 0                | 11     | 2      | 2      | 0      | 0      |

P = presenze; PT = punti totali; AV = attacchi vincenti; MV = muri vincenti; BV = battute vincenti